# 飯沼慧
飯沼 慧（いいぬま けい、1926年〈大正15年〉5月17日 - 2011年〈平成23年〉12月24日）は、日本の俳優、声優。大阪府出身。

## 来歴・人物
京都府京都市に生まれて幼少時代に大阪府に移住。
関西工業学校（現・常翔学園高等学校=旧・大阪工業大学高等学校）土木科卒業後、兵庫県土木部西宮土木出張所(現・近畿中国森林管理局)に就職するも兵役に就く。終戦後に帰還。
1948年に大阪に本拠地を置く劇団芸術劇場→民衆劇場に入団。青年期より、飄々とした風貌から老け役を得意とする。直後に三座が合併したため関西芸術座となり座員となる。
1960年に『関西芸術座』を退座した後、劇団プロメテに移籍。
1966年、劇団プロメテ退団後に上京して文学座養成所に入所。
1968年、文学座座員に昇格。
テレビドラマには黎明期から出演しており、茂木草介脚本作品に多く出演。
『新選組血風録』と『燃えよ剣』では新見錦副長を憎々しく演じた。
『部長刑事』には初期には頻繁にゲスト出演し、その後も長きにわたって演じた沼部長刑事役でレギュラー出演して放映地区のお茶の間で「沼さん」の愛称で親しまれ、電話を掛ける際の決めポーズである「新田（圭次刑事=楠年明）くんか!?ワシや!!!」の台詞は視聴者の老若男女に真似された。
また、声優としてアニメの吹き替えもあり、『もののけ姫』では病者の長を、『ゲド戦記』ではルートを演じた。
2011年12月20日 6月に上演された文学座アトリエの会（東京信濃町）／尼崎ピッコロシアター（兵庫県）／長岡リリックホール（新潟県）公演で、劇作家 別役実の書き下ろし戯曲『にもかかわらずドン・キホーテ』（演出 藤原新平）の「男3・司祭」役の演技により、第46回紀伊國屋演劇賞個人賞を受賞。
小市民から権力者までの人間臭さをにじませた、幅広く、得がたい存在感の在る演技を得意とし、映画テレビの他舞台にも数多く出演していた。
2011年12月24日、午前7時55分、呼吸不全のため東京都内の病院で死去。85歳没。
2012年2月29日に催された同賞の授賞式には、生前に懇意にしていたスタッフキャストが集い、また代理として自身が50歳過ぎの頃に生まれた子息が受け取った。

## エピソード
ある年の『部長刑事』のスタッフ・キャストによる新年会か忘年会に行った際、隣室の宴会がうるさくて見に行くと暴力団の宴会であったという。
全員刹那躊躇するが、「じゃかましい!!!!!!!」と沼部長のまま、一喝したら、奥から貫禄充分の親分が出てきて、「あ…部長刑事いつも楽しく拝見させていただいております。こいつらには私から言い聞かせます寄ってに御赦しくださいませ」と親分から謝罪されたという。
なぜならば、飯沼の大阪の演劇時代から親分は舞台やドラマを観ていたからである。

## 出演作品

### テレビドラマ
- 部長刑事（朝日放送 1958-1966年(ゲスト出演)、1973年6月30日 - 1975年2月1日・1976年5月1日 - 1984年4月28日） - 沼部長刑事 役
- 夜の十時劇場「青春の深き渕より」（1960年、関西テレビ）
- ナショナル日曜観劇会「釜ヶ崎」 - おとうちゃん（1961年、朝日放送）
- 近鉄金曜劇場「砂の器」（1962年、TBS）
- お嬢さん（1962年、関西テレビ）
- 女系家族（1963年 - 1964年、毎日放送）
- 泣いてたまるか（1965年、TBS）
- 東芝日曜劇場「あほんだらシリーズ1 爪の垢」（1965年、朝日放送）
- 源氏物語（1965年 - 1966年、毎日放送）
- 新選組血風録 第2、3話（1965年 - 1966年、NET / 東映京都テレビプロ） - 新見錦 役
- 横堀川 1966~67年NHK大阪) -丸田屋番頭
- 新吾十番勝負 第11話「阿波の渡り鳥」（1966年、TBS / 松竹テレビ室）- 仁兵ヱ
- 俺は用心棒 第13話「雷雨の日に」（1967年、NET / 東映京都テレビプロ） - 新見錦 役
- 素浪人月影兵庫 (NET)第3話「白い雲が浮かんでいた」（1965年11月2日） - 恩田の仁兵衛 役
- 五番目の刑事　第7話「復讐のガンまん」（1969年、NET / 東映テレビプロ）  - 星野
- 大岡越前（TBS / C.A.L）
  - 第1部 第15話「折鶴殺人事件」（1970年6月22日）
  - 第3部 第2話「江戸わずらい」（1972年6月19日） - 田島屋重兵衛 役
  - 第7部 第8話「美女に迫る魔の牙」（1983年6月13日） - 久世大和守 役
  - 第9部 第20話「見えぬ目が見た真犯人」（1986年3月10日） - 越中屋 役
  - 第10部 第1話、第2話「匂い袋に隠された殺意」（1988年2月29日・3月7日） - 津上内記
- 燃えよ剣 （1970年 - 1971年、NET / 東映京都テレビプロ） - 新見錦 役
- 水戸黄門（TBS / C.A.L）
  - 第2部 第25話「黄門様の子守唄 -鳥取-」（1971年3月15日） - 佐兵衛 役
  - 第8部 第21話「黄門さまも人の親 -高松-」（1977年12月5日） - 讃州屋宗助 役
  - 第10部 第13話「罠にはまった男 -水口-」（1979年11月5日） - 近江屋紋蔵 役
  - 第11部 第15話「天狗の鼻にお灸 -会津-」（1980年11月24日） - 畑中長一郎 役
  - 第12部 第5話「名月木曽節仁義 -木曽福島-」（1981年9月28日） - 大館雅重 役
  - 第13部 第22話「復讐!化け猫騒動 -佐賀-」（1983年3月14日） - 内藤左近 役
  - 第14部
    - 第13話「恐怖! 凶賊卍衆 -久保田-」（1984年1月23日） - 戸田重成
    - 第22話「主人を救った献上銘菓 -長岡-」（1984年3月26日） - 勝目兵郎 役
    - 第34話「葵を盗んだドジな奴 -赤穂-」（1984年6月18日） - 明石屋 役

  - 第15部
    - 第3話「偽黄門になった黄門様 -伊予-」（1985年2月11日） - 庄屋仁左衛門 役
    - 第10話「嫁が支えた唐津焼 -唐津-」（1985年4月1日） - 月岡頼母 役
    - 第21話「意地で守った名人芸 -鳥取-」（1985年6月17日） - 因幡屋 役

  - 第16部
    - 第5話「花嫁は免許皆伝 -藤枝-」（1986年5月26日） - 立花佐太夫 役
    - 第14話「銃が知ってた血染めの罠 -彦根-」（1986年7月28日） - 高坂民部 役

  - 第18部 第6話「めざす敵は領主様 -佐野-」（1988年10月17日） - 三崎屋 役
- 軍兵衛目安箱 第15話「うぶすなの剣」（1971年、NET / 東映） - 鈴木式部 役
- 帰ってきたウルトラマン 第35話「残酷! 光怪獣プリズ魔」（1971年12月3日、TBS / 円谷プロダクション） - 医師 役
- 鬼平犯科帳 第2シリーズ 第22話「殺しの掟」（1972年、NET / 東宝） - 金子安斉
- 恐怖劇場アンバランス 第6話「地方紙を買う女」（1973年、CX / 円谷プロダクション） - 雑誌編集者 役 ※飯沼啓と誤記
- 太陽にほえろ! 第91話「おれは刑事だ!」（1974年、NTV / 東宝） - 吉見 役
- 八州犯科帳 第13話「貝に生きる女」（1974年、CX / C.A.L） - 勘定奉行 役
- 暗闇仕留人 第24話「嘘つきにて候」（1974年、ABC / 松竹） - 備前屋大八
- 大河ドラマ「元禄太平記」（1975年、NHK） - 落合与左衛門 役
- 土曜ドラマ
  - 松本清張シリーズ・遠い接近（1975年） - 森田軍医 役
  - 憲法はまだか（1996年）
- 俺たちの勲章（1975年、日本テレビ / 東宝テレビ）
- 松平右近事件帳 第18話「大江戸の汚れた手」（1982年、日本テレビ） - 久米武太夫 役
- 特捜最前線 第400話「父と子のエレジー!」（1985年、ANB / 東映） - 中光リサーチ社長 役
- 必殺橋掛人 第2話「佃島のおとめ魚を探ります」（1985年、ABC / 松竹） - 清兵衛
- 澪つくし（1985年） ‐ 吉武文吉
- 女ともだち（1986年、TBS） - 杉田和雄 役
- はっさい先生（1987年、NHK大阪）
- 女ねずみ小僧 第3話「お七の恋はスリリング」（1989年、フジテレビ / C.A.L） - 信濃屋金蔵 役
- 智恵子抄（1994年、テレビ東京）
- こころ（1994年、テレビ東京）
- 大河ドラマ
  - 「三姉妹」（1967年、NHK） - 乞食の頭 役
  - 「樅の木は残った」（1970年、NHK） - 島田守政 役
  - 「春の坂道」（1971年、NHK） - 奥原豊政 役
  - 「新・平家物語」（1972年、NHK） - 花沢孫六 役
  - 「勝海舟」（1974年、NHK） - 水野忠精 役
  - 「元禄太平記」（1975年、NHK） - 落合勝信 役
  - 「武田信玄」（1988年、NHK） - 善右衛門 役
  - 「徳川慶喜」（1998年、NHK） - 会沢正志斎 役
- ドラマW「人間動物園」（2009年、WOWOW）

### 映画
- 河内風土記 おいろけ繁盛記（1963年、宝塚映画）
- 若い仲間たち うちら祇園の舞妓はん（1963年）
- われらサラリーマン（1963年、東宝）
- 博徒対テキ屋（1964年）
- 関東流れ者（1965年）
- 沓掛時次郎 遊侠一匹（1966年、東映京都） - 深谷の松蔵
- 花を喰う蟲（1967年）
- 眠れる美女（1968年）
- 首（1968年、東宝） - 花井助教授
- ひとりっ子（1969年）
- 豹は走った（1970年）
- 「されどわれらが日々」より 別れの詩（1971年）
- この青春（1971年）
- 恋の夏（1972年）
- 戒厳令（1973年、ATG、吉田喜重監督、別役実脚本）
- 黒い雨（1989年）
- ディア・ドクター（2009年） - 伊野元教授
- テルマエ・ロマエ（2012年） - 名倉 (通称 長老) ※遺作

### 劇場版アニメ
- もののけ姫（1997年） - 病者の長、じいじ
- ゲド戦記（2006年） - ルート

### 舞台
※「本公演」は、文学座本公演を表す。
- リア王（民衆劇場、1948年）
- 犀（本公演、1966年、紀伊國屋ホール / 2009年、文学座アトリエ）
- カンガルー（本公演、1967年、文学座アトリエ）
- にごりえ（本公演、1971年、国立劇場大劇場）
- 土曜・日曜・月曜（本公演、1976年、東横劇場）
- かくて新年は（本公演1982年、、三越劇場）
- 華々しき一族（本公演、1983年、紀伊國屋ホール）
- 華岡青洲の妻（本公演、1987年、練馬文化センター / 本公演、2007年、文学座アトリエ）
- 近松女敵討（本公演、1988年、サンシャイン劇場）
- 宵庚申思いの短夜（本公演、1989年、三越劇場）
- 遊・遊・家族（本公演、1991年、俳優座劇場）
- 唐人お吉ものがたり（本公演、1992年、三越劇場）
- ワーグナーとビューロー〜超人と人（1993年、銀座セゾン劇場）
- 怪談 牡丹燈籠（本公演、1995年、三越劇場）
- 十二人の怒れる男たち（1998年、俳優座劇場 / 俳優座劇場プロデュース公演、2009年）
- 最後の晩餐（本公演、2000年、紀伊國屋ホール）
- 女の一生（本公演、1999年、俳優座劇場 / 2000年、九州・静岡）
- 大寺學校（本公演、2002年、文学座アトリエ）
- ニュルンベルク裁判（ひょうご舞台芸術、2003年、紀伊國屋サザンシアター）
- ぬけがら（本公演、2007年、紀伊國屋サザンシアター）
- 親の顔が見たい（劇団昴、2008年、THEATRE/TOPS）
- 旅（2009年、俳優座劇場）
- にもかかわらずドン・キホーテ（本公演、2011年、文学座アトリエ）

### 吹替
- 名探偵モンク2

## 受賞歴
- 2011年 - 第46回紀伊國屋演劇賞個人賞